# Khwanrudi Saengchan
Khwanrudi Saengchan, född 16 maj 1991, är en thailändsk fotbollsspelare.
Hon spelar som försvarare i det thailändska landslaget och för klubblaget BG Bundit Asia.